# Julija Navalnaja
Julija Borisovna Navalnaja (ryska: Юлия Борисовна Навальная), född Abrosimova den 24 juli 1976 i Moskva, är en rysk nationalekonom. 
Hon är änka efter den ryska oppositionsledaren Aleksej Navalnyj och har kallats den ryska oppositionens "first lady".

## Biografi
Navalnaja föddes i Moskva 1976. Hennes far var forskaren Boris Ambrosimov. Hon har en examen i ekonomi och har tidigare arbetat på en bank i Moskva. 
Efter 2007 ökade Aleksej Navalnyjs berömmelse i Ryssland som oppositionspolitiker. Under åren har Navalnaja stöttat sin make i hans politiska kampanjer och har spelat en viktig roll i att sprida medvetenhet om korruption och krav på demokratiska reformer i Ryssland. Hon var avgörande för att få ut honom från Ryssland för behandling när han förgiftades med nervgiftet novitjok 2020.
Efter sin mans död i februari 2024 publicerade Navalnaja en video på nätet där hon sade sig planera för att fortsätta sin mans politiska arbete.